# Дерновы (дворянский род)
Дерновы (Дерневы) — древний русский дворянский род.
Род внесён во II-ю часть дворянской родословной книги Смоленской губернии, III-ю часть Казанской губернии.

## История рода
Смолянин Иван Леонтьевич Дернев погиб в битве при Молодях (июль 1572). Григорий Петрович Дернов вёрстан новичным окладом (1596). Стрелецкий пятидесятник Василий и Рахманин Дерновы дети боярские по Смоленску (1609). Матвею Дернову за службу дана денежная придача (1613), тогда же вернулись из польского плена Андрей Титович, Софрон Лукьянович, Фёдор Фирсович, Ульяна Ивановна и Матрёна Дерновы. Илья Дернов царский стремянной конюх (1614). Дмитрий Петрович назначен стрелецким головою в Кириллов монастырь (1614), владел поместьями на Белоозере. За полонное терпение жене сыновей боярских — Агафье и Улите дано государево жалование (1624). Постник Дернов владел поместьем в Бежецком уезде (1631). Смоленский сын боярский рейтарского строя Фёдор Васильевич Дернов приобрёл вотчину половину деревни Окатово в Моложском стане Угличского уезда (1652). Иван Дернов голова астраханских стрельцов (1679). Старец Леонтий Дернов был казначеем Троице-Сергиева монастыря (1663).
В XVII веке Дерновы владели поместьями в Можайском уезде.
Одиннадцать представителей рода владели населёнными имениями (1699).